# アリエルのグロット
- ディズニーパーク > 東京ディズニーリゾート > 東京ディズニーシー
  - マーメイドラグーン > アリエルのグロット
  - 東京ディズニーシーのアトラクションの一覧 > アリエルのグロット
  - 東京ディズニーシーのグリーティングの一覧 > アリエルのグロット

アリエルのグロット（Ariel's Grotto)は世界のディズニーパークにあるアトラクションあるいはキャラクターグリーティングの行われるレストラン。

## このアトラクションが存在するパーク
- マジック・キングダム（ウォルト・ディズニー・ワールド・リゾート）
- 東京ディズニーシー（東京ディズニーリゾート）

## このレストランが存在したパーク
- ディズニー・カリフォルニア・アドベンチャー（ディズニーランド・リゾート）

## 概要
アトラクション
アリエルのグロット（Ariel's Grotto）は、ディズニー映画『リトル・マーメイド』のアリエルと一緒に記念撮影をすることのできるグリーティングポイント及びこれに付随する子供用の遊び場プレイグラウンドによって構成されるアトラクションである。
マジックキングダムでは、グリーティングポイントとプレイグラウンドがセットで1つのアトラクション施設「アリエルのグロット」を構成していたのに対し、東京ディズニーシーでは、グリーティングポイントに相当する部分は「アリエルのグリーティンググロット」としてアバブ・ザ・シー（屋外）に、プレイグラウンドに相当する部分は「アリエルのプレイグラウンド」としてアンダー・ザー・シー（屋内）に設置され、独立した2つのアトラクション施設として扱われている。
レストラン
アリエルのグロット（Ariel's Grotto）は、ディズニー映画『リトル・マーメイド』のアリエルと一緒に記念撮影をしたりすることのできるキャラクターグリーティングが行われているレストランである。

## 各施設紹介

### マジック・キングダム
| アリエルのグロット Ariel's Grotto | アリエルのグロット Ariel's Grotto | アリエルのグロット Ariel's Grotto | アリエルのグロット Ariel's Grotto |
| --------------------------------- | --------------------------------- | --------------------------------- | --------------------------------- |
| オープン日                        | オープン日                        | 1996年                            | 1996年                            |
| スポンサー                        | スポンサー                        | なし                              | なし                              |
| 定員                              | 定員                              | なし                              | なし                              |
| 利用制限                          |                                   | なし                              | なし                              |
| ファストパス                      | ファストパス                      |                                   | 対象外                            |
| シングルライダー                  | シングルライダー                  |                                   | 対象外                            |

アリエルのグロット（Ariel's Grotto）は、ディズニー映画『リトル・マーメイド』のアリエルと一緒に記念撮影をしたりすることのできるグリーティングポイントおよびこれに付随する子供用の遊び場プレイグラウンドによって構成されるアトラクションである。
マジック・キングダムでは、グリーティングポイントとプレイグラウンドがセットで1つのアトラクション施設「アリエルのグロット」を構成している。
アリエルに会えるグロット（洞窟）の周囲は滝になっている。東京ディズニーシーのアリエルのグリーティンググロットに比べて滝の規模は相当程度大きい。キャストに頼むと手持ちのカメラで写真を撮ってくれるほか、アリエルと握手やサインなどがもらえる。
付随するプレイグラウンド部分は、円形で中心の岩の上にアリエルの銅像があり、T地面がやわらかいスポンジ状になっている。周囲の像などからランダムに水が噴出すようになっている。東京ディズニーシーのアリエルのプレイグラウンドの一部を構成するマーメイド・シースプレーのような施設となっている。
2012年のファンタジーランド拡張に伴い、グロット部分は新アトラクション、アンダー・ザ・シー：リトルマーメイドの旅の横に新設され、プレイグラウンド部分は消滅した。

### 東京ディズニーシー
東京ディズニーシーにおいては、マジック・キングダムにおける「アリエルのグロット」に相当するアトラクション施設は2つに分かれている。

#### アリエルのプレイグラウンド
| アリエルのプレイグラウンド Ariel's Playground | アリエルのプレイグラウンド Ariel's Playground | アリエルのプレイグラウンド Ariel's Playground     | アリエルのプレイグラウンド Ariel's Playground     |
| --------------------------------------------- | --------------------------------------------- | ------------------------------------------------- | ------------------------------------------------- |
| オープン日                                    | オープン日                                    | 2001年9月4日 (東京ディズニーシーと同時にオープン) | 2001年9月4日 (東京ディズニーシーと同時にオープン) |
| スポンサー                                    | スポンサー                                    | なし                                              | なし                                              |
| 所要時間                                      | 所要時間                                      | 無制限                                            | 無制限                                            |
| 定員                                          | 定員                                          | なし                                              | なし                                              |
| 利用制限                                      |                                               | スターフィッシュ・プレイペンは7歳未満のみ利用可   | スターフィッシュ・プレイペンは7歳未満のみ利用可   |
| ファストパス                                  | ファストパス                                  |                                                   | 対象外                                            |
| シングルライダー                              | シングルライダー                              |                                                   | 対象外                                            |

アリエルのプレイグラウンドは、ディズニー映画『リトル・マーメイド』をモチーフにした散策型アトラクションで、9つのエリアで構成されている。
9つのエリア
- フィッシャーマンズ・ネット: 海の上から下ろされた漁師の網を模した巨大ネット。天井府近に吊橋状に張り巡らされており登って歩くことができる。
- ケルプ・フォレスト: 巨大な海草（ケルプ）でできた森。迷路になっている。
- マーメイド・シースプレー: イルカやカメなどの像からランダムに水が噴き出すプレイグラウンド。地面がやわらかいスポンジ状になっている。
- アリエルのグロット: グロットとは洞窟のことで、アリエルの住居という設定。アリエルが人間界から集めてきた様々な物が展示されている。マジック・キングダムの「アリエルのグロット」がキャラクターグリーティングと付随するプレイグラウンド施設全体を指すのに対し、東京ディズニーシーにおける「アリエルのグロット」は、この一角を指す。
- シードラゴン: シードラゴンの骸骨でできたトンネル。アースラのダンジョンへ続く。
- ケーブ・オブ・シャドー: 白い壁の洞窟。ときどき閃光を伴った稲妻が走る。この際、壁に手や体の一部を触れていると、しばらく触れていた手や体の形に跡が残るという仕掛けが施されている。
- ガリオン・グレイヴヤード: 内部に入れる沈没船。映画ではアリエルがサメに出会った場所。
- アースラのダンジョン: アリエルに人間の足を与える海の魔女アースラの棲む洞窟。
- スターフィッシュ・プレイペン: 全体がヒトデの形をした小さなプレイグラウンド。巨大なスポンジ状の積み木などがある。7歳未満のゲストのみ利用可能。

#### アリエルのグリーティンググロット
| アリエルのグリーティンググロット Ariel's Greeting Grotto | アリエルのグリーティンググロット Ariel's Greeting Grotto | アリエルのグリーティンググロット Ariel's Greeting Grotto | アリエルのグリーティンググロット Ariel's Greeting Grotto |
| -------------------------------------------------------- | -------------------------------------------------------- | -------------------------------------------------------- | -------------------------------------------------------- |
| オープン日                                               | オープン日                                               | 2005年4月17日                                            | 2005年4月17日                                            |
| クローズ日                                               | クローズ日                                               | 2020年3月31日                                            | 2020年3月31日                                            |
| スポンサー                                               | スポンサー                                               | なし                                                     | なし                                                     |
| 所要時間                                                 | 所要時間                                                 | 不定                                                     | 不定                                                     |
| 定員                                                     | 定員                                                     | なし                                                     | なし                                                     |
| 利用制限                                                 |                                                          | なし                                                     | なし                                                     |
| ファストパス                                             | ファストパス                                             |                                                          | 対象外                                                   |
| シングルライダー                                         | シングルライダー                                         |                                                          | 対象外                                                   |

アリエルのグリーティンググロット（Ariel's Greeting Grotto）は、ディズニー映画『リトル・マーメイド』の主人公アリエルと会うことのできるグリーティング施設。洞窟の中のスペースでアリエルと触れ合うことができ、写真撮影も可能。カメラマン・キャストが撮影した写真は隣の物販施設「グロットフォト&ギフト」で購入することができる。
2020年（令和2年）3月31日をもってクローズすることになったが、2月29日から新型コロナウイルス感染拡大防止のために東京ディズニーシーが臨時休園し、実質的には2月28日がクローズ日となった。

## レストラン紹介

### ディズニー・カリフォルニア・アドベンチャー
| アリエルのグロット | アリエルのグロット                                                         |
| ------------------ | -------------------------------------------------------------------------- |
| オープン日         | 2001年2月9日（ディズニー・カルフォルニア・アドベンチャーと同時にオープン） |
| レストランタイプ   | キャラクターグリーティングレストラン                                       |
| 座席数             | 約▲席                                                                      |
| アルコール         | ○                                                                          |
| PS                 | ○                                                                          |

アリエルのグロット（Ariel's Grotto）は、ディズニー映画『リトル・マーメイド』の海底世界をイメージした内装で、アリエルと一緒に記念撮影をしたりすることのできるグリーティングサービスの付随したレストランである。
アリエルのグロットの"アリエルのディズニー・プリンセス・セレブレーション"("Ariel's Disney Princess Celebration" at Ariel's Grotto)
は、ディズニー・カリフォルニア・アドベンチャーにあるレストラン「アリエルのグロット」で開催されているディズニーキャラクターグリーティング。アリエルはもちろんのこと、シンデレラ、ベル、オーロラ（眠れる森の美女）、ムーラン、白雪姫など、ディズニー映画に登場するヒロインが勢ぞろい。テーブルを回ってくるのでサインをもらったり一緒に記念撮影をしたりすることができる。
なお、アリエルだけは専用の撮影場所がある。また、ここのアリエルは、他のパークのアリエルと異なり、人間の姿でウェディングドレスを着た「ハッピー・エンディング」バージョンとなっている。
2018年にピクサーがテーマのランプライト・ラウンジにリニューアル。